# Tom Laris
Tom Laris (eigentlich Thomas Constantine Laris; * 26. Juni 1940 in New York City) ist ein ehemaliger US-amerikanischer Langstreckenläufer.
1966 wurde er Siebter und 1967 Zweiter beim Boston-Marathon.
Über 10.000 m gewann er bei den Panamerikanischen Spielen 1967 in Winnipeg Bronze und kam bei den Olympischen Spielen 1968 in Mexiko-Stadt auf den 16. Platz.

## Persönliche Bestzeiten
- 5000 m: 13:54,8 min, 23. Juli 1966, Los Angeles
- 10.000 m: 28:12,6 min, 16. Juni 1972, Seattle
- Marathon: 2:16:48 h, 19. April 1967, Boston